# Villaescusa (Kantábria)
Villaescusa egy község Spanyolországban, Kantábria autonóm közösségben. Villaescusa Santa María de Cayón, Castañeda, Piélagos, Camargo, El Astillero, Medio Cudeyo, Liérganes és Penagos községekkel határos. Lakosainak száma 3953 fő (2024).

## Népesség
A település népessége az elmúlt években az alábbi módon változott:
| Lakosok száma | 3243 | 3395 | 3468 | 3581 | 3755 | 3808 | 3883 | 3899 | 3937 | 3953 |
|               | 2001 | 2004 | 2007 | 2009 | 2012 | 2014 | 2017 | 2019 | 2022 | 2024 |